# Луксем
Луксем (нем. Luxem) — община в Германии, в земле Рейнланд-Пфальц. 
Входит в состав района Майен-Кобленц. Подчиняется управлению Фордерайфель.  Население составляет 308 человек (на 31 декабря 2010 года). Занимает площадь 4,93 км².